# 쉬단루
쉬단루(许丹露, 1998년 8월 3일 ~ )는 자유형을 주종목으로 하는 중국의 수영 선수이다. 2014년 인천 아시안 게임 여자 자유형 800m 경기에서 은메달을 획득했다.